# Andraž Lipolt
Andraž Lipolt (ur. 24 kwietnia 1974 w Lublanie) – słoweński strzelec, olimpijczyk.

## Kariera sportowa
Związany z miejscowością Ilirska Bistrica. Specjalizował się w strzelaniu do rzutów, przede wszystkim jednak w trapie. Uczestnik Letnich Igrzysk Olimpijskich 2000, na których zajął 32. miejsce.
Lipolt jest wielokrotnym uczestnikiem mistrzostw świata i Europy. Jako junior zajął 8. miejsce w trapie na mistrzostwach świata juniorów w 1994 roku. W zawodach seniorów był 13. zawodnikiem świata w 1997 roku. Najwyższe miejsce na mistrzostwach kontynentu zajął w 1999 roku, gdy uplasował się na 7. miejscu. W Pucharze Świata był 10. w Santo Domingo w 2002 roku.
W 1997 roku zdobył brązowy medal na igrzyskach śródziemnomorskich w Bari.

## Wyniki

### Igrzyska olimpijskie
| Igrzyska    | Konkurencja | Wynik                     | Miejsce | Źródło |
| ----------- | ----------- | ------------------------- | ------- | ------ |
| Sydney 2000 | Trap        | 106 pkt. (23–20–20–21–22) | 32      | [ 1 ]  |